# Jan Skácel
Jan Skácel (Vnorovy u Strážnice, Moravia, Checoslovaquia, 7 de febrero de 1922- 7 de noviembre de 1989). Destacado poeta, periodista y ensayista hubo quien le apodó como el príncipe de la poesía checa o el poeta del silencio. Su estilo se caracteriza por su aparente sencillez, hondura, su pasión por la naturaleza y las visiones de un mundo invernal. Es uno de los poetas checos más significativos de la segunda mitad del siglo XX. Recoge en parte de su poesía más famosa 
los cuentos tradicionales moravos que intercala con expresiones cotidianas y el tratamiento de sus temas van del humor a una tristeza vital como desde el juego a la alegría y las posibilidades de salvar la vida en el ejercicio de la poesía. También se destaca como autor de literatura infantil.
La primera traducción al español de una antología de la poesía de Skácel fue realizada por la poeta uruguaya Teresa Amy (La más larga de las noches, Ácrono Editores, México, 2002)

## Biografía

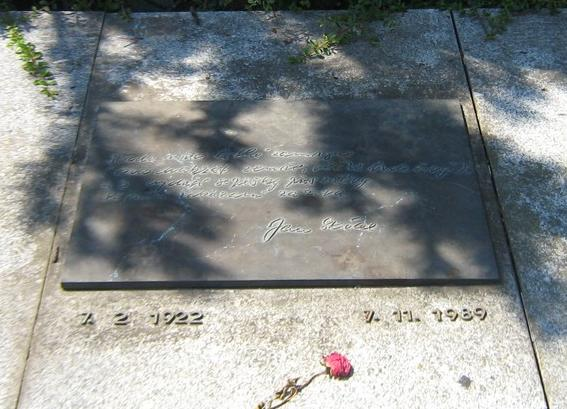
Tumba de Jan Skácel en Brno.

Hijo de Emil Skácel, maestro de escuela que escribió varios libros pedagógicos y de publicidad pronto aprendió las técnicas de la prosa; también fue un gran conocedor de las tradiciones de su Moravia natal. Con el pseudónimo de Emil Soryl (el nombre es el de su padre, pero el apellido es el del protagonista creado por Stendhal para Rojo y negro) publicó el libro de poemas, Byla vojna, bude? (Hubo la guerra, ¿habrá?) en 1936. 
Jan pasó la niñez en Břeclav, una ciudad un poco más grande cercana a Vnorovy. En Břeclav cursó estudios primarios en 1933. En 1938 se fue a Brno, capital de Moravia, donde continúa con los estudios de bachillerato. Los termina en 1941 y empieza a trabajar en un cine de Brno. En noviembre de 1942 trabaja en Austria como peón de la construcción, forzado por la invasión nazi.
Después de la Segunda Guerra Mundial, entre 1945 y 1948, estudia en la Facultad de Filosofía y de Pedagogía en la Universidad Masaryk en Brno, pero no termina los estudios. 
Entre 1948 y 1952 trabaja como periodista en el suplemento cultural del periódico Rovnost (La igualdad). El régimen comunista pide su dimisión y comienza a trabajar en la limpieza industrial en Brno. Desde abril de 1953 trabaja en la radio Checoslovaca como destacado activista de las redacciones de cultura y literatura. Desde 1963 hasta 1969 dirige la revista Host do domu (Un huésped en la casa) con la que adquiere cierto renombre nacional. 
En 1970, debido al control comunista que ejerció el poder soviético tras la Primavera de Praga, Skácel deja de publicar oficialmente en Checoslovaquia. Durante la normalización soviética la censura prohíbe sus libros que tienen que ser pasados al sistema de samizdat. Sus libros se publicarán en el extranjero y habrá que esperar a 1981 para verlos reimpresos en su país natal. Bajo el sistema de samizdat, en los años setenta, Skácel publica algunos poemas y poemarios como Chyba broskví (El error de los melocotones) (Toronto, 1978), Oříšky pro černého papouška (Las nueces para un papagayo negro) en (Hamburgo, 1980), Básně (Poemas) (1981, Múnich). 
A partir de 1981 se le vuelve a dar permiso para publicar en Checoslovaquia. A partir de estos años trabaja con algunos teatros. Se estrena su traducción de una obra de Plauto, en el Teatro Estatal de Brno y participa en la realización de la obra El bandido de Čapek. Su traducción de Edipo de Sófocles se estrena en el Teatro Estatal de Brno y luego en Praga. En 1989 es consagrado internacionalmente por el galardón Vilenica en Eslovenia y el premio Petrarca en Italia. 
Muere el 7 de noviembre de 1989, diez días antes de la Revolución de Terciopelo con la que caerá el régimen comunista en Checoslovaquia.

## Su obra

### Poesía
- Kolik příležitostí má růže, (Cuántas oportunidades tiene la rosa), 1957.
- Co zbylo z anděla, (Qué quedó del ángel), 1960.
- Jak šel brousek na vandr, (De cómo el afilador se fue a vagabundear) 1961 (poesía para niños).
- Hodina mezi psem a vlkem, (La hora entre el perro y el lobo) 1962.
- Smuténka, 1965.
- Metličky, 1968.
- Tratidla, 1974.
- Chyba broskví, (El error de los melocotones) 1978, Toronto.
- Oříšky pro černého papouška, (Las nueces para un papagayo negro) 1980, Hamburgo.
- Dávné proso, 1981.
- Básně, (Poemas) 1981 Múnich.
- Naděje s bukovými křídly, (La esperanza con las alas de haya) 1983.
- Uspávanky, (Las canciones de cuna) 1983.
- Odlévání do zlatého vosku, 1984.
- Kam odešly laně, (A dónde se fueron las ciervas) 1985, ilustrado por Jan Čapek, (poesía para niños).
- Kdo pije potmě víno, (Quién bebe el vino en la oscuridad) 1988.
- Proč ten ptáček z větve nespadne, (Por qué el pájarito no se cae de la rama) 1988 ilustrado por Jan Čapek, (poesía para niños).
- Hřbitov vinařů, (El cementerio de los viñadores) 1989.

### Prosa
- Byla vojna, bude?, (Hubo la guerra, ¿habrá?) 1936 (como Emil Soryl).
- Pohádka o velikém samovaru, (Cuento de una tetera grande) 1961 (para niños).
- Jedenáctý bílý kůň, (El undécimo caballo blanco) 1964 y 1966 (ensayos y cuentos).

### Libros póstumos de poesía
- A znovu láska, (Otra vez el amor) 1991.
- Třináctý černý kůň, (El decimotercer caballo negro) 1993.

- Datos: Q1383168
- Multimedia: Jan Skácel / Q1383168